# Польсько-литовська війна
Польсько-литовська війна 1920 року — збройний конфлікт між Польщею і Литвою через територіальні суперечки з приводу Віленського краю. 

## Причини війни
У 1918 році внаслідок розпаду Російської імперії та поразки Німецької імперії в Першій світовій війні Литва та Польща здобули незалежність. Політична верхівка Литви (Тариба) хотіла збудувати незалежну Литву в її історичних межах. Водночас політичні кола відновленої Польської держави прагнули відновлення Речі Посполитої в кордонах 1772 року. Литва, на думку поляків, мала б знову опинитися в складі федерації з Польщею.
Каменем спотикання між Польщею і Литвою стало питання Вільнюса (Вільно) і Віленської області. Вільнюс був давньою столицею Литви, однак місто було дуже полонізоване. Більшість населення Вільнюса складали поляки і євреї. Місцеві поляки вороже ставилися до ідеї незалежності Литви і прагнули приєднання Вільно і Віленської області до складу Польщі. Польський уряд їх підтримував. 
У січні 1919 року, напередодні взяття Вільнюса Червоною армією, місцеві поляки підняли антилитовське повстання. Литовці були змушені залишити місто, однак поляки не змогли втримати владу у своїх руках через прихід більшовиків. 
Улітку 1919 року польські війська розбили більшовицькі частини і ліквідували Литовсько-Білоруську радянську республіку. Вільно знову опинилося під владою Польщі. 

## Початок війни
Під час наступу польської армії в союзі з частинами Симона Петлюри в Україні під час радянсько-польської війни радянський уряд уклав Московський договір про визнання незалежної литовської держави (зі столицею у м. Вільнюсі і великими територіями на південному сході від міста, включаючи Гродно, Ошмяни, Ліду) 12 липня 1920 року. 14 липня 1920 року Червона армія (3-й кавалерійський корпус Р. Гая) повторно зайняла м. Вільно, 19 липня — м. Гродно, однак формально передані Литві території контролювалися радянськими воєначальниками. Лише після евакуації червоних частин (26 серпня) у м. Вільно 28 серпня вступили литовські війська.
22 вересня польські війська розпочали новий наступ, що місцями супроводжувався сутичками між польськими і литовськими частинами. Після форсування річки Німан в районі міста Друскінінкай польські частини 25 вересня зайняли м. Гродно. Для запобігання подальших зіткнень під тиском військової контрольної комісії Ліги Націй в м.Сувалки 7 жовтня 1920 року було підписано договір, що передбачав припинення бойових дій, обмін полоненими і демаркаційну лінію, яка розмежувала б литовські та польські території. Отже, більша частина Віленського краю опинилася під контролем Литви.

## Виступ Желіговського
Договір мав вступити в дію 10 жовтня 1920 року, але напередодні, 9 жовтня, польські війська 1-ї литовсько-білоруської дивізії генерала Люціана Желіговського зайняли м. Вільно. 12 жовтня Люціан Желіговський проголосив себе верховним правителем створеної ним держави «Серединна Литва» (до проведення виборів в орган, уповноважений вирішувати долю краю). Бойові дії на вимогу Ліги Націй було припинено після битв під Гедройцами (19 листопада) і Ширвінтами (21 листопада). Після цього Ліга Націй намагалася врегулювати конфлікт шляхом створення федерації (План Гіманса), але безрезультатно.

## Наслідки війни
За резолюцією Віленського сейму, утвореного виборами 8 січня 1922 року, ухваленою 20 лютого 1922 року, і Акту возз'єднання Віленського краю, ухваленого Установчим сеймом у Варшаві 22 березня 1922 року, Віленський край в односторонньому порядку увійшов до складу Польщі.
Литва визнала анексію Віленського краю Польщею тільки 1937 року. 10 жовтня 1939 року, після ліквідації Польської держави, СРСР повернув Вільно (частину Віленського краю) незалежній Литві. У жовтні 1940 року до складу Литви було передано частину Віленського краю та частину території БРСР.